# Partido Liberal Marroquí
El Partido Liberal Marroquí (en francés: Parti Marocain Libéral, PML) es un partido político marroquí formado a través de una escisión de Unión Constitucional el 23 de marzo de 2002 de manos de Mohamed Zian, antiguo ministro de Derechos Humanos del gabinete de Abdellatif Filali.
El partido se define como un partido que promueve una visión económica liberal basada en la libertad empresarial y la justicia social, en armonía con los valores culturales, familiares e institucionales del país.

## Historia
El partido fue fundado el 23 de marzo de 2002 por el abogado y exministro de derechos humanos Mohamed Ziane, tras su ruptura con el Partido de la Unión Constitucional.
En enero de 2021, Isaac Charia fue elegido como nuevo secretario general del partido por unanimidad durante un congreso extraordinario.
En marzo de 2023, el partido anunció una reestructuración interna de sus órganos y una apertura hacia la juventud, las mujeres y las competencias marroquíes, incluidas las de la diáspora.

## Ideología
El Partido Liberal Marroquí defiende:
- Un liberalismo económico: apoyo a las pymes, lucha contra los monopolios y simplificación administrativa;
- Un conservadurismo social: valores familiares, respeto por las tradiciones y estabilidad institucional;
- La promoción de los derechos humanos dentro del marco de la soberanía nacional.

## Programa político
- Economía: fomento de la iniciativa privada, lucha contra la economía rentista, fiscalidad favorable al emprendimiento;
- Educación: reforma del sistema educativo, conexión con el mercado laboral, formación profesional;
- Salud: cobertura médica universal y fortalecimiento del sistema de salud pública;
- Justicia: independencia del poder judicial, transparencia y lucha contra la corrupción;
- Transformación digital: modernización administrativa mediante tecnología;
- Diáspora: integración política y económica de los marroquíes residentes en el extranjero.

## Representación parlamentaria
- Elecciones legislativas de 2002: 3 de 325 escaños.
- Elecciones legislativas de 2007: 0 escaños.
- Elecciones legislativas de 2011: 0 escaños.

Desde entonces, el partido ha priorizado su reestructuración interna y la renovación de su liderazgo, no habiéndose presentado a las legislativas de 2016 ni 2021.